# Gwendolen Guinness
Gwendolen Florence Mary Guinness, comtesse d'Iveagh, née le 22 juillet 1881 et morte le 16 février 1966, est une femme politique britannique. Membre du Parti conservateur, elle est députée entre 1927 et 1935.

## Biographie
Gwendolen Guinness, née Gwendolen Onslow, est la fille de William Onslow (1853–1911) et de Florence Coulston Onslow, née Gardner (1853–1934). Son père est gouverneur général de Nouvelle-Zélande, ce qui l'amène à y vivre pendant trois ans ; elle s'intéresse pour le travail de son père, et développe comme lui une conscience sociale. Son éducation est typiquement aristocratique. Elle est présentée en tant que débutante à la reine Victoria.
En 1903, Gwendolen Onslow épouse Rupert Guinness. Elle l'assiste dans sa carrière politique, qui le voit élu à neuf reprises comme membre du parlement dans la circonscription de Southend-on-Sea. En 1927, à la mort de son père, Rupert Guinness devient comte d'Iveagh et passe à la Chambre des lords. Gwendolen Guinness est choisie par le Parti conservateur pour se présenter à l'élection partielle qui suit, qu'elle remporte avec 54,6 % des suffrages. Elle est réélue aux élections générales suivantes de 1929 et 1931. En 1935, elle ne se représente pas et prend sa retraite politique.
En tant que membre du parlement, elle a notamment vigoureusement défendu l'Equal Franchise Act (en) de 1928, qui a mis fin aux restrictions n'accordant le suffrage qu'à certaines femmes d'au moins 30 ans remplissant des conditions de propriété pour l'accorder à toutes les femmes d'au moins 21 ans.